# Ано (Аквитанија, Атлантски Пиринеји)
Ано (фр. Anhaux) насеље је и општина у југозападној Француској у региону Аквитанија, у департману Атлантски Пиринеји која припада префектури Бајон.
По подацима из 2011. године у општини је живело 319 становника, а густина насељености је износила 25,87 становника/km². Општина се простире на површини од 12,33 km². Налази се на средњој надморској висини од 189 метара (максималној 1.247 m, а минималној 180 m).

## Демографија
| 1962. | 1968. | 1975. | 1982. | 1990. | 1999. | 2011. |
| ----- | ----- | ----- | ----- | ----- | ----- | ----- |
| 272   | 285   | 275   | 274   | 310   | 247   | 319   |

График промене броја становника у току последњих година